# Клевачев, Михаил Михайлович
Михаил Михайлович Клевачёв (литературный псевдоним — Михаил Горымов, родился 30 марта 1958 года) — российский писатель, участник Боснийской войны; вместе с Владимиром Власовым в 2007 году был осуждён по делу о подрыве поезда Москва — Грозный в 2005 году.

## Биография

### Боснийская война
Окончил Московский станкоинструментальный институт. Проходил срочную службу в советской армии в 1978—1980 годах, рядовой. Работал мастером ГУП «Гормост» и инженером в детском музыкальном театре. Член Московской заставы городовых казаков имени атамана Смолина. По некоторым данным, состоял в партии «Русское национальное единство» Александра Баркашова, что отрицается руководством самой партии. Двое детей: сын и дочь. Участник противостояния в Москве осенью 1993 года. Участник трёх войн на территории бывшей Югославии: Боснийской войне (1992—1995), Косовской войне (1999) и конфликте в Македонии (2001). Во время войны в Боснии Клевачев проходил службу в подразделении разведки вооружённых силах Республики Сербской. Был ранен в глаз. О событиях тех лет Клевачев под псевдонимом «Михаил Горымов» написал книги «Рубеж», «Русские добровольцы в Боснии», «Четвёртое октября» и «Война в Сербии».

### Дело о подрыве поезда Москва — Грозный

#### Арест
12 июня 2005 года поезд «Грозный — Москва» следовал по Московской железной дороге. В 153 км от Москвы в 7:10 на путях прогремел взрыв, в результате которого локомотив и шесть вагонов сошли с рельс. Пострадали 42 человека. Прессой выдвигались разные версии об организаторах и исполнителях теракта, в том числе и о связи теракта с покушением на Анатолия Чубайса. 30 июня того же года по подозрению в совершении подрыва были арестованы Владимир Власов и Михаил Клевачев, которых вычислили по тёмно-синему автомобилю ИЖ, подъезжавшему к железной дороге в день теракта (около него был замечен некий человек, говоривший по рации). В тот же день в доме Власова был проведён обыск и изъята националистическая литература (труды по истории Третьего рейха и агитационная литература Национал-большевистской партии), а также элементы взрывчатого вещества (в том числе пикриновая кислота, которая применяется при изготовлении взрывчатки, 3 кг аммиачной селитры, 1 кг алюминиевой пудры, а также кусок огнепроводного шнура длиной 6 сантиметров).

#### Первая коллегия присяжных
Суд начался 7 сентября 2006 года с участием коллегии присяжных. Только первое заседание суда прошло в открытом режиме, все последующие проходили в закрытом режиме. Государственным обвинителем на суде был прокурор Московской области Б. Г. Галактионов, защиту подсудимых представляли адвокаты В. Прилепский и Д. А. Наумов (позже — О. Панкратов и И. Еникеев). Судьёй была Т. А. Романова. В качестве алиби Клевачев и Власов сообщили следующее: 11 июня они везли на дачу в Серебряно-Прудском районе Московской области холодильник, а следующим утром ехали на железнодорожную станцию Узуново, однако не доехали. Со слов Власова, их автомобиль заглох, а Клевачев и Власов вернулись на дачу, поскольку все электрически на Москву были отменены. О случившемся теракте оба узнали только на следующий день в Москве, так как ни на даче, ни в машине Власова не было ни радио, ни телевизора. Наличие химических веществ Власов объяснял тем, что является кандидатом химических наук и главой предприятия, перепродающего химические реактивы.
По словам некоторых журналистов, Клевачев пытался за время следствия трижды совершить суицид и после второй подобной попытки был отправлен в Институт судебной психиатрии имени В. П. Сербского. Адвокаты уверяли суд в том, что Клевачев является невменяемым и нуждается в психиатрическом лечении, однако судмедэксперты признали Клевачева полностью вменяемым. Владимир Власов активно сотрудничал со следствием и давал объяснения, однако вынужден был вскоре подписать чистосердечное признание. Друзья и родные Власова утверждали, что это было сделано под давлением и якобы после угроз его дочерям. Клевачев же сразу отказался давать показания следствию.
1 декабря 2006 года коллегия присяжных признала обоих невиновными — 9 присяжных из 12 признали Клевачева невиновным, 11 человек из 12 (по другим данным — все 12) признали Власова невиновным. Тем не менее, в тот же день суд не подтвердил приговор и распустил коллегию. Формально это произошло из-за общения заседателей с одним из адвокатов вне зала суда, по другой версии — из-за неграмотного изложения вердикта и 47 нарушений регламента со стороны защиты. Сами присяжные критически отнеслись к деятельности судьи Романовой, которая за время суда вывела из первой коллегии четырёх человек по разным предлогам и не была заинтересована в оправдании Клевачева и Власова. Адвокат Прилепский заявлял, что часть улик в деле была подменена, а часть — бесследно исчезла.

#### Вторая коллегия присяжных
26 декабря 2006 года был набран второй состав присяжных. В защиту Клевачева выступал Владислав Кассин, председатель Союза отечественных добровольцев и знакомый Власова и Клевачева. Он направил открытое письмо члену Общественной палаты А.Н.Ефимову с просьбой вмешаться в судебный процесс, так как уверял, что всё уголовное дело в их отношении было сфальсифицировано и являлось политическим заказом. Со слов Кассина, прокурор оказывал постоянное давление на подсудимых и присяжных, не желая признавать даже возможность вынесения оправдательного вердикта, и призывал не принимать доводы защиты во внимание. В итоге второй состав присяжных вынес обвинительный вердикт обоим с формулировкой «виновны, но заслуживают снисхождения». Прокуратура потребовала приговорить Власова к 20 годам тюрьмы, а Клевачева — к 22 годам тюрьмы; защита же требовала назначить условный срок обоим исполнителям/ Вскоре Клевачев также признал себя виновным, однако ряд журналистов полагал, что это признание было сделано после пыток и введения в его организм психотропных препаратов, следы использования которых были якобы замечены ещё на первом открытом заседании. Потерпевшие в ходе прений предъявили иск о возмещении материального и морального ущерба в размере 4,5 млн рублей.

#### Приговор
10 апреля 2007 года судья Н. В. Валикова вынесла приговор. Михаил Клевачёв был признан виновным в совершении преступлений, предусмотренных:
- частью 3 статьи 205 УК РФ «Терроризм, совершённый организованной группой, повлёкший за собой тяжкие последствия»[2][14]
- частью 3 статьи 30 УК РФ «Покушение на преступление»[2]
- пунктами «а», «е», «ж», «л» части 2 статьи 105 УК РФ «Покушение на убийство двух и более лиц, общеопасным способом, организованной группой, по мотиву национальной и религиозной ненависти и вражды»[2][14]
- частью 3 статьи 222 УК РФ «Незаконные приобретение, перевозка, хранение взрывчатых веществ и взрывных устройств организованной группой»[2][14]
- частью 1 статьи 30 УК РФ «Приготовление к незаконному изготовлению взрывных устройств»[2]
- частью 3 статьи 223 УК РФ «Незаконное изготовление взрывчатых веществ и взрывных устройств организованной группой»[2][14]

Московский областной суд приговорил его к 19 годам лишения свободы в колонии строгого режима, после обжалования срок отбывания приговора был сокращён на один год (до 18 лет). Наказание отбывает в колонии ИК-6 в посёлке Мелехово (Ковровский район, Владимирская область). Владимир Власов получил по тем же статьям 18 лет тюрьмы, обоих также обязали выплатить 3,8 млн рублей страховой компании, которая представляет интересы РЖД. По словам Кассина, судья Валикова Н. В. предлагала присяжным признать подсудимых виновными в обмен на обещание вынести им достаточно мягкий приговор, но в итоге нарушила своё обещание.

### После вынесения приговора
5 марта 2012 года президент России Дмитрий Медведев поручил генеральному прокурору Юрию Чайке проанализировать законность вынесения приговора 32 гражданам РФ, среди которых был и Михаил Клевачёв. Крайним сроком было назначено 1 апреля. Тем не менее, изменений не поступило.
За время пребывания в колонии Клевачёв направил пять обращений в Верховный Суд РФ, в том числе четыре жалобы и одно ходатайство. Все они остались без удовлетворения.